# Psathyrella incerta
Psathyrella incerta är en svampart som först beskrevs av Peck, och fick sitt nu gällande namn av A.H. Sm. 1972. Psathyrella incerta ingår i släktet Psathyrella och familjen Psathyrellaceae.   Inga underarter finns listade i Catalogue of Life.